# Tsjaadmeer
Het Tsjaadmeer is een zoetwatermeer in Afrika.
Het meer is van zeer groot belang voor de ongeveer twintig miljoen mensen die eromheen wonen in de landen Tsjaad, Kameroen, Niger en Nigeria. In het meer liggen enkele eilandjes en zandbanken en de oevers bestaan voornamelijk uit moerassen. De voornaamste waterleveranciers zijn de rivieren de Chari en de Logone. Als endoreïsch meer heeft het geen afvoer naar de zee of de oceaan en is daarmee vergelijkbaar met de Dode Zee en het Poopomeer. Dat het meer toch min of meer zoet is gebleven, wordt ten dele verklaard door de neerslag van zouten op de bodem. Anderzijds is er ook sprake van percolatie of infiltratie naar het grondwater. Schattingen over deze waterverliezen lopen uiteen van 6 tot 20% van de totale jaarlijkse wateraanvoer.
In de jaren zestig had het meer een oppervlakte van meer dan 26.000 km².
Tegen het jaar 2000 was de oppervlakte afgenomen tot 1500 km². De oorzaken van de afname van de oppervlakte zijn tweeledig. In de loop der jaren is er steeds minder regen gevallen in het stroomgebied van het meer en er wordt steeds meer water voor irrigatie aan het meer en de toevoerrivieren onttrokken. Doordat het meer erg ondiep is - ongeveer 7 meter op het diepste punt - is het zeer gevoelig voor kleine veranderingen in de waterstand.
Het Tsjaadmeer had 6000 jaar geleden naar schatting een oppervlakte van 300.000 km², bijna even groot als de Kaspische Zee nu.

## Conflicten en humanitaire crisis
De afgelegen regio rond het Tsjaadmeer, in het grensgebied tussen Tsjaad en Nigeria, is de jongste jaren ook het toneel van conflicten, onder meer veroorzaakt door de terreurorganisatie Boko Haram. De humanitaire crisis die daardoor ontstaat, neemt verontrustend toe.  Na een hinderlaag van Bokom Haram op Tsjadische militairen in maart 2020 heeft het leger van Tsjaad wraak genomen door vijf Boko Haram kampen rond het Tsjaadmeer te vernietigen.
Abayameer · Abbemeer · Abijattameer · Afrerameer · Albertmeer · Assalmeer · Awasameer · Bamendjingmeer · Bangweulumeer · Baringomeer · Basakameer · Bittermeren · Cahora Bassa · Chamomeer · Delcommunemeer · Edwardmeer · Fitrimeer · Georgemeer · Guiersmeer · Hajkmeer · Kabambameer · Kabelemeer · Kabwemeer · Karibameer · Kisalemeer · Kitshomponshimeer · Kivumeer · Kokameer · Kyogameer · Lac Rose · Langanomeer · Mai-Ndombemeer · Manantalimeer · Malawimeer · Manyekemeer · Mofwelagune · Mwerumeer · Mweru-Wantipameer · Naivashameer · Nakurumeer · Nassermeer ·   Nyosmeer · Nzilomeer · Shalameer · Tanameer · Tanganyikameer · Tele-meer · Toshkameren · Tshangalelemeer · Tsjaadmeer · Tumbameer · Turkanameer · Upembameer · Victoriameer · Voltameer · Walilupemeer · Zimbambomeer · Ziwaymeer